# Limosina verticella
Limosina verticella är en tvåvingeart som beskrevs av Christian Stenhammar 1854. Limosina verticella ingår i släktet Limosina och familjen hoppflugor.
Artens utbredningsområde är Sverige. Inga underarter finns listade i Catalogue of Life.